# Cerithiella seymouriana
Cerithiella seymouriana là một loài ốc biển rất nhỏ, là động vật thân mềm chân bụng sống ở biển trong họ Newtoniellidae. Nó được Strebel mô tả năm 1908.